# كلير هولمان
كلير هولمان (بالإنجليزية: Clare Holman)‏؛ هي ممثلة بريطانية، ولدت في 12 يناير 1964 بلندن في المملكة المتحدة.

## أعمال

### أفلام
- (2014) متتالية فرنسية[5][6]

## وصلات خارجية
- كلير هولمان على موقع IMDb (الإنجليزية)
- كلير هولمان على موقع ألو سيني (الفرنسية)
- كلير هولمان على موقع أول موفي (الإنجليزية)
- كلير هولمان على موقع قاعدة بيانات الأفلام السويدية (السويدية)
- كلير هولمان على موقع قاعدة بيانات الفيلم (الإنجليزية)
- كلير هولمان على موقع كينوبويسك (الروسية)
- كلير هولمان على موقع كينوبويسك (الروسية)